# Gare de Babinière
Gare de Babinière vasútállomás Franciaországban, La Chapelle-sur-Erdre településen.

## Vasútvonalak
Az állomást az alábbi vasútvonalak érintik:
- Nantes-Orléans-Châteaubriant-vasútvonal

## Kapcsolódó állomások
A vasútállomáshoz az alábbi állomások vannak a legközelebb:
- Gare de Haluchère-Batignolles (Gare de Nantes, Nantes-Orléans-Châteaubriant-vasútvonal)
- Gare d’Erdre-Active (Gare de Châteaubriant, Nantes-Orléans-Châteaubriant-vasútvonal)